# Kalypso
För andra betydelser, se Kalypso (olika betydelser).

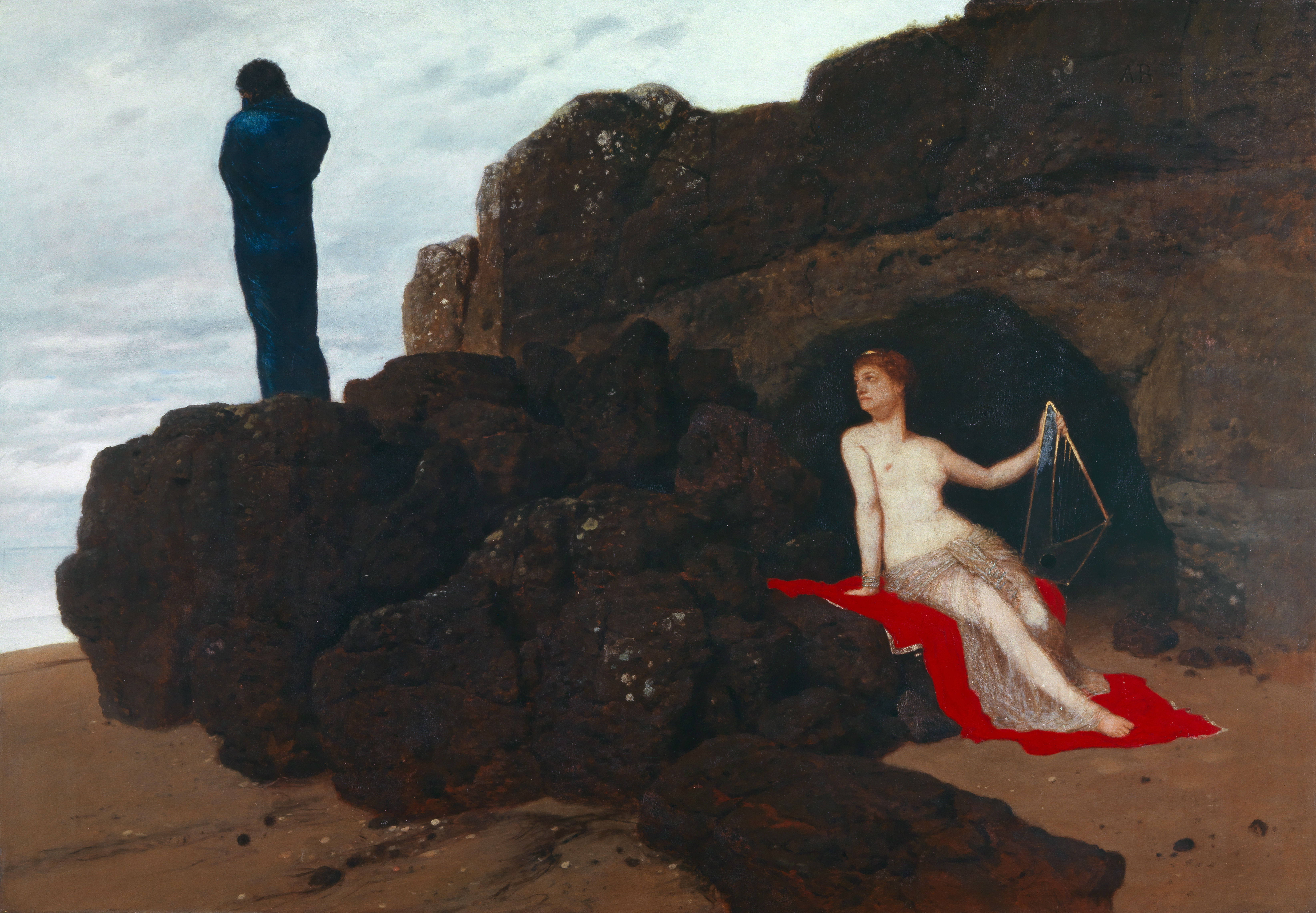
Odysseus och Kalypso av Arnold Böcklin (1883)

Kalypso var i grekisk mytologi en förförisk och nyckfull nymf, dotter till Atlas och bosatt på en mitt i havet belägen ö, Ogygia. Till denna ös kust räddade sig Odysseus enligt Homeros ensam från ett skeppsbrott och kvarhölls i sju år av den sköna Kalypso. Hon gav honom löfte om odödlighet och evig ungdom, om han ville stanna som hennes gemål. Odysseus blir dock djupt nedstämd till dess han bestämmer sig för att överge henne, då inget kunde kväva hans längtan att återse hem och maka. Slutligen måste Kalypso på Zeus befallning tillåta honom att avresa.
Det grekiska verbet kalypso (καλύψω) betyder jag skall dölja/överhölja och är futurum av kalypto (καλύπτω).